# Nos amis les Français
Nos amis les Français (anglais : 112 Gripes about the French) est un manuel distribué en 1945, à la fin de la Seconde Guerre mondiale, par l'armée des États-Unis à ses soldats ayant débarqué en France l'année précédente (en Normandie en juin et en Provence en août) et participant à sa libération. L'objectif de ce guide est de leur faire comprendre le mode de vie des Français en répondant à une collection de 112 stéréotypes, et ainsi combattre leur francophobie. Sa rédaction est parfois attribuée à Leo Rosten.
Sa traduction en français, publiée en 2003 dans le contexte de ressentiment antifrançais aux États-Unis causée par le refus de la France de participer à la guerre d'Irak, est un best-seller en France.

## Titre
Le livret est publié en anglais sous le titre 112 Gripes about the French, qui peut se traduire par « 112 raisons de se plaindre des Français », « 112 griefs à l'endroit » ou « à l'égard des Français », ou encore « 112 critiques sur les Français ». Le titre choisi pour sa traduction en français, publiée en 2003, est Nos amis les Français.

## Contenu
Le manuel se présente sous la forme de 112 questions avec leurs réponses. Il est conçu pour répondre aux plaintes des soldats américains qui découvraient en France une société dans laquelle tout était différent et qui leur causait des problèmes d'adaptation. Le but du manuel est d'aider les soldats à comprendre l'état misérable de la France après une occupation militaire brutale de cinq ans. L'œuvre mentionne les contributions des Français à la guerre, aux arts, aux sciences, et même à l'histoire américaine, afin de convaincre les soldats qu'il y avait plus de similarités entre les Français et les Américains que de différences.
On peut y apprendre que, selon les GI américains, les Français sont cyniques, paresseux, ne sont pas inventifs et mangent des grenouilles. On y apprend le manque d'hygiène reproché aux Français par les GI et qui leur est expliqué par le manuel : « parce qu'ils n'ont plus de savon depuis 1940, parce que la guerre a considérablement baissé leur niveau de vie et parce qu'il est impossible pour eux de se payer une plomberie décente ».
Le manuel entend répondre aux questions sur la forte présence supposée de prostituées dans les villes françaises, relatée par les soldats dans leur correspondance : il explique que beaucoup d'entre elles ne peuvent vivre de leur seul salaire.
Les chapitres sont les suivants : 
- The French and Us (« Les Français et nous »)
- The French (« Les Français »)
  - A. Characteristics (« Caractéristiques »)
  - B. Customs and Manners (« Coutumes et manières »)
  - C. Cleanliness and Sanitation (« Propreté et hygiène »)
  - D. Work and Laziness (« Travail et paresse »)
  - E. Moral (« Morale »)
  - F. Automobiles and Locomotives (« Automobiles et locomotives »)
- The French and the Germans (« Les Français et les Allemands »)
- Prices: “We're being gypped” (« Les prix : “On se fait avoir” »)
- The Black Market (« Le marché noir »)
- Those French Soldiers (« Les soldats français »)
- French Collaboration (« La collaboration française »)
- “They got off pretty easy in this war” (« “Ils se sont plutôt bien tirés de cette guerre” »)
- French Politics (« La politique française »)

## Histoire

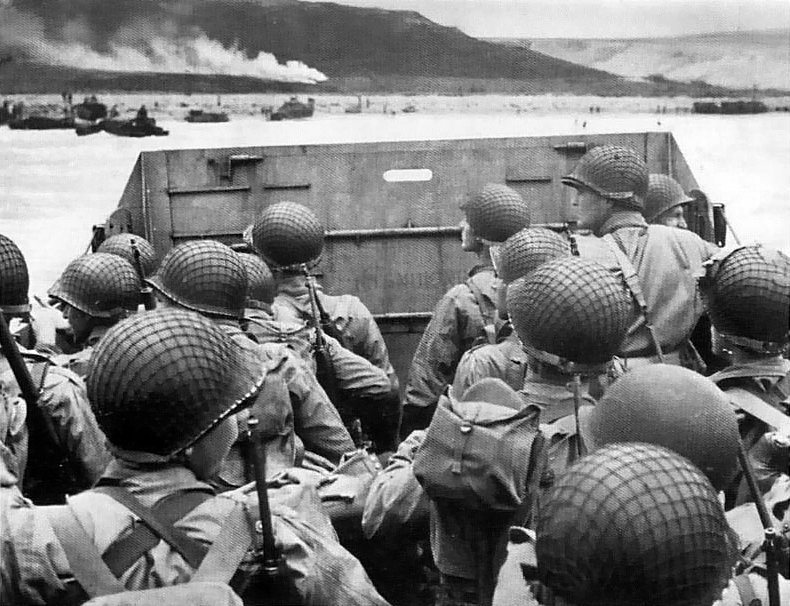
Un LCVP à Omaha Beach, Normandie, le 6 juin 1944.

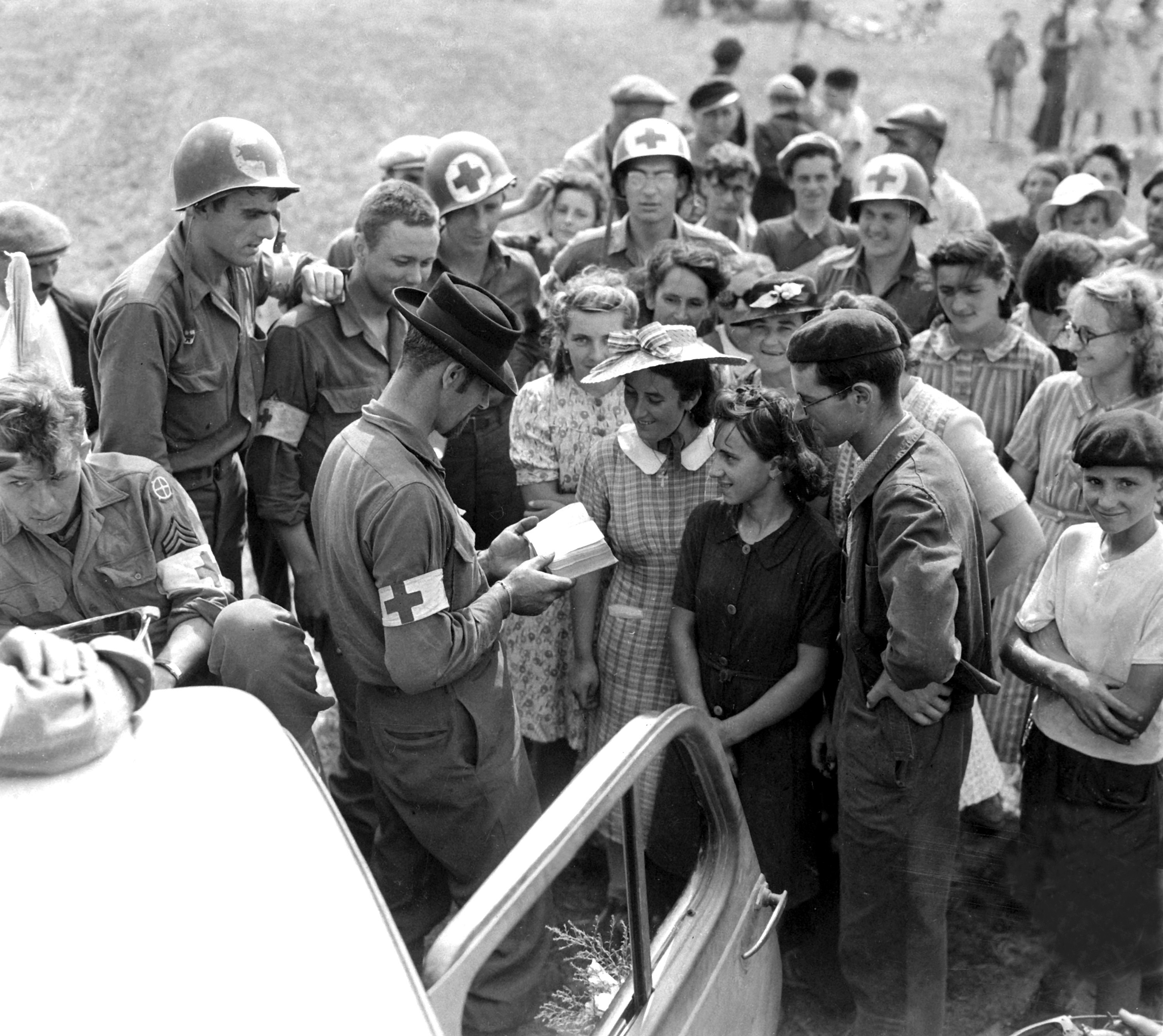
Un GI du service de santé de l'armée américaine, portant un chapeau civil récupéré sur la route, amuse à la fois ses collègues et des civils français alors qu'il tente de se faire comprendre, aidé d'un dictionnaire de français, à Orléans, le 19 août 1944.

### Édition originale
Un premier manuel intitulé The Pocket Guide to France est distribué aux soldats américains en 1944 avant le débarquement de Normandie. Puis à la fin de 1945, alors que la liesse de la Libération est retombée et que les relations se sont tendues avec la population française, 112 Gripes about the French lui fait suite. Il fait partie d'une série de manuels similaires pour les différents pays où les troupes américaines stationnent après la guerre : le Japon (35 reproches), l'Australie (28 reproches), etc.,
Imprimé par l'imprimerie Bellenand à Fontenay-aux-Roses, il est distribué à un nombre d'exemplaires évalué entre 100 000 et 200 000. Il semble être du même auteur anonyme que The Pocket Guide to France, quoique certaines sources l'attribuent à l'auteur Leo Rosten lorsqu'il était en garnison à Paris ; Rosten semble du reste être crédité explicitement sur certains exemplaires. Rosten aurait été recommandé par sa belle-sœur, l'anthropologue Margaret Mead, contactée par le Département de la Guerre.
D'autres sources rapportent que pour la rédaction de ce livret, le Comité français de bienvenue aux armées alliées (COFBA), un organe créé par le GPRF, a collaboré avec l'United States Information Service (USIS), une agence américaine de diplomatie publique opérant depuis l'ambassade américaine à Paris.

### Rééditions
Il est republié en fac-similé en 1994 chez Hermé pour le cinquantième anniversaire du débarquement,, puis en 2004 en impression à la demande par Kessinger Publishing, et en 2013 par la Bibliothèque bodléienne.
L'ensemble des 112 reproches a été publié sur le site web pasta.e-rcps.com/gripes,, puis sur le nom de domaine dédié 112gripes.com,, qui ne sont cependant plus en ligne. Le manuel est également publié en fac-similé sur le site de la George C. Marshall Foundation (en).

### Traduction
Il est traduit en français en 2003 au Cherche midi sous le titre Nos amis les Français. Ce projet a vu le jour lorsque Balbino Katz, qui collabore à des revues d'histoire françaises, en a découvert la version anglaise dans un vide-greniers en Bretagne. Le livre est publié dans le contexte de ressentiment antifrançais aux États-Unis qui fait suite au refus de la France de participer à la guerre d'Irak. Il est devenu un best-seller en France,,.

## Éditions
- (en) 112 Gripes about the French, Paris, Hermé, 1994, 111 p. (BNF 36681175).
- (en) 112 Gripes about the French, Whitefish (Montana), Kessinger, 2004, 80 p. (ISBN 1-4191-6512-7).
- (en) 112 Gripes about the French : The 1945 Handbook for American GIs in Occupied France, Oxford, Bibliothèque bodléienne, 2013, 120 p. (ISBN 978-1-85124-039-5).
- Balbino Katz (dir.) (trad. de l'anglais par Virginie et Arnaud d'Apremont), Nos amis les français : Guide pratique à l'usage des GI's en France, 1944–1945, Paris, Le Cherche midi, 2003, 140 p. (ISBN 2-7491-0128-X).